# تجاوز جنسی در افغانستان
تجاوز جنسی در افغانستان شامل انواع تجاوز جنسی در کشور افغانستان می‌شود. تجاوز جنسی یک مسئله مهم در این کشور است. تعدادی از سازمان‌های حقوق بشری از قوانین تجاوز جنسی در کشور و اجرای آن انتقاد کرده‌اند.

## تعریف
تجاوز جنسی نوعی تجاوز جنسی است که معمولاً شامل آمیزش جنسی یا سایر اشکال تجاوز جنسی است که بدون رضایت انجام می‌شود. این عمل ممکن است با زور فیزیکی، اجبار، سوء استفاده از قدرت یا علیه شخصی که قادر به دادن رضایت قانونی نیست انجام شود که می‌تواند شامل فردی باشد که ناخودآگاه، ناتوان، دارای معلولیت ذهنی یا زیر سن قانونی رضایت است.

## گستردگی
بر اساس گزارش کمیسیون مستقل حقوق بشر افغانستان (AIHRC)، خشونت علیه زنان در افغانستان در سال ۲۰۱۳ به سطح بی‌سابقه ای رسید. زنان به دلیل باکرگی مورد احترام هستند و حتی اگر زن باردار شود، ازدواج متجاوز با او غیرعادی است. مقامات این گونه موارد را زنا می‌دانند. حتی اگر زن مجازات نشود، از سوی جامعه به عنوان «بی شرف» طرد می‌شود، در حالی که متجاوز بی آبرو تلقی نمی‌شود.

## آمار
تجاوز جنسی در افغانستان جنایتی است که می‌توان آن را به‌طور قانونی پیگرد قانونی کرد، اما در عمل به ندرت گزارش می‌شود و اکثر قوانین تجاوز جنسی را شامل نمی‌شوند، به همین دلیل خطرات بسیار زیادی وجود دارد که زنان در صورت گزارش با آن مواجه می‌شوند. قربانیان تجاوز جنسی در کشور با خطر مضاعف برای قرار گرفتن در معرض خشونت روبرو هستند: از یک سو آنها می‌توانند قربانی قتل‌های ناموسی شوند که توسط خانواده‌هایشان انجام می‌شود و از سوی دیگر می‌توانند قربانی قوانین کشور شوند. زنان همچنین خطرات شخصی کوچک‌تری را برای موقعیت اجتماعی و زندگی روزمره خود متحمل می‌شوند. آنها را می‌توان به زنا متهم کرد، جرمی که مجازات آن اعدام است. علاوه بر این، آنها می‌توانند توسط خانواده‌هایشان مجبور شوند با متجاوز خود ازدواج کنند که به ویژه در صورت باردار شدن زن محتمل است.
قربانیان تجاوز جنسی در افغانستان بیشتر از متجاوزان مورد انگ هستند. زنانی که مورد تجاوز جنسی قرار می‌گیرند می‌توانند مجازات شوند و اغلب نیز مجازات می‌شوند، در حالی که همتایان مرد آنها به ندرت در صورت متهم شدن به تجاوز با زندان مواجه می‌شوند.
طبق قوانین زنا، زنان اغلب به عنوان «زناکار» مجازات می‌شوند یا مجبور می‌شوند که با متجاوز خود ازدواج کنند به این امید که آبرو به خانواده او برگردد. این کار همچنین انجام می‌شود تا متجاوز بتواند از اتهامات وارده جلوگیری کند. در سال ۲۰۱۲، افغانستان ۲۴۰ مورد قتل ناموسی و ۱۶۰ مورد تجاوز به عنف را به ثبت رساند.

## تهاجم شوروی
در طول جنگ افغانستان و شوروی، نیروهای شوروی زنان افغان را هنگام پرواز در کشور در جستجوی مجاهدین ربودند. در نوامبر ۱۹۸۰، تعدادی از این گونه حوادث در نقاط مختلف کشور از جمله ولایت لغمان و ولسوالی کامه رخ داده بود. سربازان شوروی و همچنین مأموران خاد، زنان جوانی را از شهر کابل و مناطق دارالامان، منطقه‌ای در شهر کابل و خیرخانه در نزدیکی پادگان‌های شوروی ربودند تا به آنها تجاوز کنند. زنانی که توسط سربازان شوروی گرفته شده بودند و مورد تجاوز جنسی قرار می‌گرفتند، در صورت بازگشت به خانه، توسط خانواده‌هایشان «بی آبرو» تلقی می‌شدند.

## طالبان
در سال ۲۰۱۵، عفو بین‌الملل که سازمانی غیردولتی که مرکز اصلی آن در بریتانیا واقع است گزارش داد که طالبان افغانستان در قتل‌عام و تجاوز گروهی به زنان و کودکان غیرنظامی افغان در قندوز دست داشته‌اند. جنگجویان طالبان اقوام زن فرماندهان پلیس و سربازان را کشتند و به آنها تجاوز کردند. طالبان همچنین به قابله‌هایی که به ارائه خدمات بهداشت باروری متهم شده بودند، تجاوز کردند و آنها را کشتند. یکی از فعالان زن حقوق بشر این وضعیت را چنین توصیف کرد:
زمانی که طالبان کنترل خود را بر قندوز اعلام کردند، ادعا کردند که قانون و نظم و شریعت را به شهر می‌آورند. اما هر کاری که انجام داده‌اند هر دو را نقض کرده‌است. نمی‌دانم چه کسی می‌تواند ما را از این وضعیت نجات دهد.

## واکنش‌ها
فرشته کاظمی در سال ۲۰۱۳ نقش اصلی فیلم خورشید یخی را بازی کرد که یکی از اولین فیلم‌هایی بود که آشکارا به تجاوز جنسی در افغانستان پرداخت. ان‌بی‌سی نیوز در مورد این فیلم گفت که فیلم او زمینه جدیدی را برای افغانستان ایجاد می‌کند، جایی که قربانیان تجاوز جنسی می‌توانند برای حفظ آبروی خانواده‌شان مجبور شوند با مهاجمان خود ازدواج کنند.

## برای مطالعهٔ بیشتر
- Afghan woman's choice: 12 years in jail or marry her rapist and risk death
- 'Dark Flowers' Sheds Light On Afghan Self-Immolations